# Jan Lech Lewandowski
Jan Lech Lewandowski (ur. 27 stycznia 1926, zm. 9 kwietnia 2019) – polski specjalista w zakresie odlewnictwa, prof. zw. dr hab. inż. nauk technicznych.

## Życiorys
W 1951 ukończył studia w zakresie hutnictwa w Akademii Górniczo-Hutniczej im. Stanisława Staszica w Krakowie, w 1960 obronił pracę doktorską, otrzymując doktorat, a w 1963 habilitował się na podstawie oceny dorobku naukowego i pracy. W 1971 nadano mu tytuł profesora nadzwyczajnego nauk technicznych, a w 1977 otrzymał nominację na profesora zwyczajnego.
Pracował w Zakładzie Tworzyw Formierskich i Ochrony Środowiska na Wydziale Odlewnictwa Akademii Górniczo-Hutniczej w Krakowie, oraz był członkiem Rady Towarzystw Naukowych Prezydium Polskiej Akademii Nauk.

## Odznaczenia i wyróżnienia
- Doctor honoris causa Akademii Górniczo-Hutniczej imienia Stanisława Staszica w Krakowie[2]
- Złota Odznaka Stowarzyszenia Technicznego Odlewników Polskich[3]
- Złoty Krzyż Zasługi[3]
- Złota Honorowa Odznaka Naczelnej Organizacji Technicznej[3]
- Krzyż Kawalerski Orderu Odrodzenia Polski[3]
- Krzyż Oficerski Orderu Odrodzenia Polski[3]
- Medal Komisji Edukacji Narodowej[3]